# Максимовский, Александр Михайлович
Александр Михайлович Максимовский (1861—15 октября 1907, Санкт-Петербург) — действительный статский советник, тайный советник, начальник Главного тюремного управления в 1906—1907 годах.

## Биография
Сын генерала М. С. Максимовского. Окончил юридический факультет Харьковского университета.
Служил в Государственной канцелярии. С 1894 г. исполнял должность помощника статс-секретаря Государственного совета.
Был глубоко верующим христианином. Около 1890 г. перешёл из католицизма в общину евангельских христиан. В 1906 году участвовал в создании Русского евангельского союза.
В 1902 году перешел в Министерство юстиции, заняв пост помощника начальника Главного тюремного управления. С 1906 года — начальник Главного тюремного управления.
15 октября 1907 года убит террористкой, эсеркой Е. П. Рогозинниковой, входившей в Боевой летучий отряд Северной области (ПСР), слушательницей Санкт-Петербургской консерватории по классу фортепиано. Рогозинникова застрелила Максимовского из револьвера, на вопрос о мотивах ответила вопросом: «Кто ввёл в тюрьмах розги для политических?». За убийство Максимовского казнена через повешение по приговору военно-окружного суда.
Похоронен на Волковом кладбище Санкт-Петербурга